# 쿠르부아지에

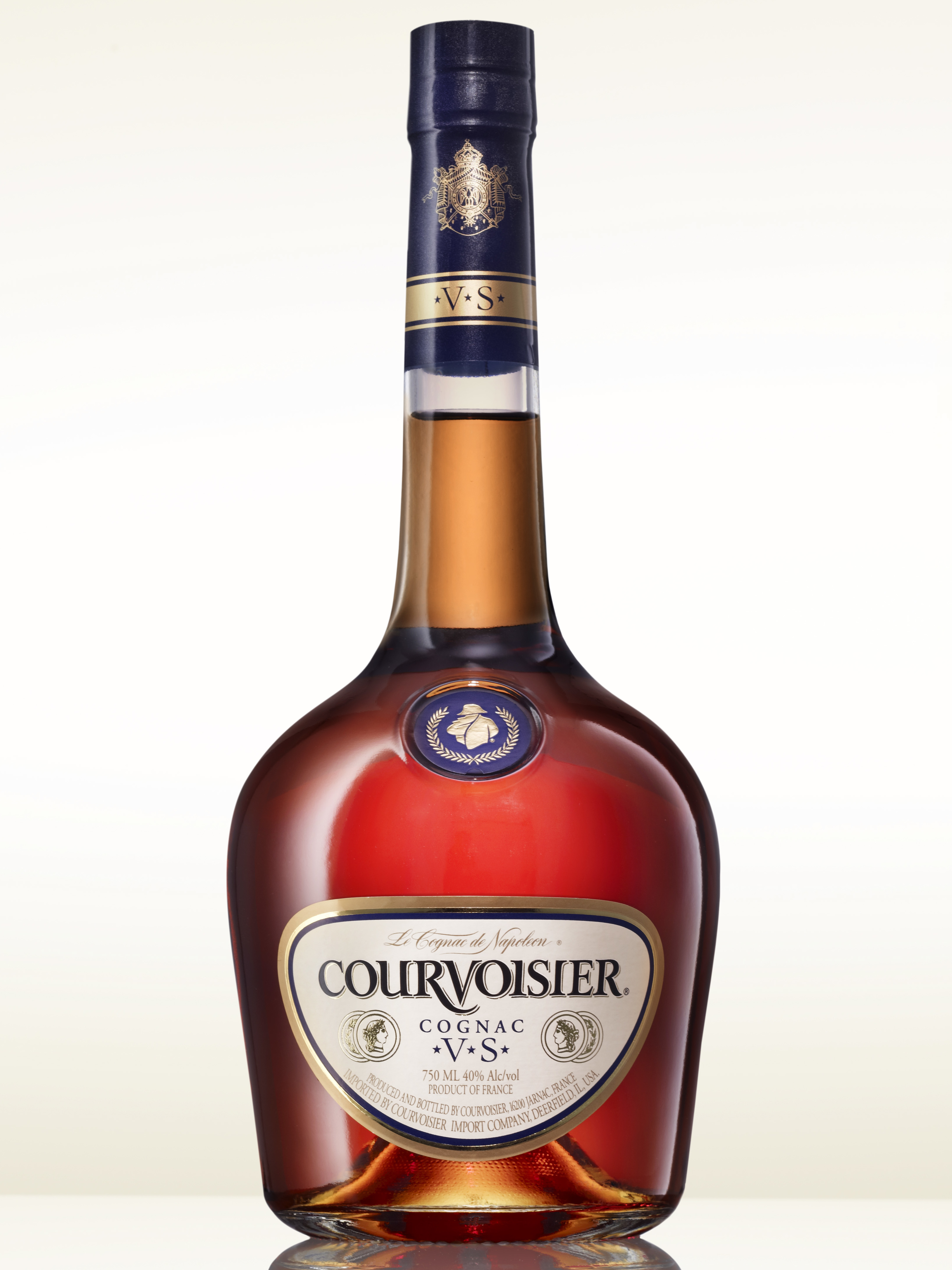
쿠르부아지에 VS (베리 스페셜) 코냑 한 병

쿠르부아지에(Courvoisier)는 프랑스 샤랑트주 자르나크에 생산 기반을 둔 코냑 브랜드이다. 이곳은 "빅 4" 코냑 하우스(나머지는 헤네시, 레미 마르탱, 마텔) 중 가장 젊고 규모가 작은 곳이다.
쿠르부아지에는 또한 빅 4 중 가장 이례적인 곳으로 묘사되기도 했다. 자체적으로 증류를 하지 않고 모든 생산 공정을 관리하며, 빈티지와 오드비(eaux-de-vie)의 지역적 차이에 따라 공정을 변경하고, 포도밭을 소유한 적이 없다. 2019년에는 약 140만 개의 9리터 코냑 상자를 수출했다.
이 브랜드는 최근 몇 년간 여러 회사에 소유되었다. 1990년대 앨라이드 돔케크에 속했다가 이후 빔 글로벌(나중에 산토리 글로벌 스피리츠)에, 그리고 가장 최근에는 2024년 5월부터 캄파리 그룹에 소유되었다.

## 역사
1835년, 엠마뉘엘 쿠르부아지에는 당시 베르시 시장이었던 루이 갈루아와 함께 베르시 파리 교외에서 와인 및 주류 회사를 시작했다. 처음에는 두 사람이 지역 최고의 코냑을 거래하는 역할을 했다. 결국 그들은 최고의 코냑을 보장하는 유일한 방법은 그 지역으로 이전하여 직접 생산자가 되는 것이라고 결정했다. 200년 된 제조 과정은 베르시에 쿠르부아지에가 설립된 이래로 변하지 않았다.
프랑스 황제 나폴레옹 보나파르트는 에티엔 부오의 역사적인 그림에 기록된 대로 1811년에 베르시를 방문했으며, 나중에 나폴레옹 전쟁 동안 포병 부대에 코냑 배급량을 주기를 원했다고 언급되었다. 전설에 따르면 나폴레옹 1세는 나중에 몇 통의 코냑을 세인트헬레나로 가져갔는데, 이는 배에 있던 영국 장교들이 매우 좋아하여 "나폴레옹의 코냑"이라고 불렀다고 한다. 1869년, 나폴레옹의 상속자 나폴레옹 3세는 직접 쿠르부아지에에게 "황실 공식 공급업체"라는 명예로운 칭호를 부여했으며, 이 칭호는 지금도 자르나크에 있는 쿠르부아지에 박물관에 전시되어 있다.
1828년, 엠마뉘엘과 루이의 아들인 펠릭스 쿠르부아지에와 쥘 갈루아는 코냑의 품질을 개선하기 위해 회사를 코냑 지역의 중심인 자르나크 마을로 옮겼다. 1866년 펠릭스가 사망한 후, 그의 조카인 컬리어 형제가 사업 경영을 맡았다. 1909년, 사업은 영국 사이먼 가문에 매각되었지만, 생산 및 본사는 여전히 자르나크 지역에 남아 있었다.
코냑 마을에서 10분 거리에 위치한 쿠르부아지에의 주요 사업 운영은 1870년대에 설립된 샤랑트강변의 샤토에서 여전히 이루어지고 있다. 쿠르부아지에는 블렌딩을 만들기 위해 그랑드 샹파뉴, 프티트 샹파뉴, 보르더리, 핀 보아 등 다음 크뤼에서 오드비(eaux-de-vie)를 공급받는다. 수확 시기는 10월에 시작되며, 11월부터 3월까지 증류가 이어진다. 쿠르부아지에 코냑은 프랑스 트롱세 숲에서 얻은 200년 된 오크 나무로 수공으로 만든 통에서 숙성된다.
쿠르부아지에 본사는 코냑 지역에서 약 10분 거리에 있는 자르나크에 여전히 위치해 있다. 쿠르부아지에는 펠릭스 쿠르부아지에와 쥘 갈루아가 1828년에 이주한 원래 샤토에서 운영된다. 오늘날 쿠르부아지에 샤토는 부티크와 박물관을 갖추고 있으며, 개인 시음 및 독점 투어를 제공한다. 박물관에는 나폴레옹 1세와 관련된 여러 품목이 전시되어 있다.
2023년 12월, 캄파리 그룹은 해당 브랜드를 소유한 회사를 인수하기로 합의했다. 2024년 5월 1일, 이 거래가 완료되었다고 발표되었다.

## 마케팅
쿠르부아지에는 1951년 나폴레옹의 첫 번째 부인의 이름을 딴 조제핀 병을 출시했다. 가느다란 목과 넓은 바닥을 가진 병 모양은 쿠르부아지에의 상징이 되었으며, 이 모양이 조제핀이 코르셋을 좋아했던 것을 모방한 것인지, 아니면 초기 브랜디 잔의 역전된 복제품인지에 대한 추측이 여전히 존재한다.
쿠르부아지에는 9백만 명의 시청자에게 방송된 영국 TV 광고를 통해 TV에 등장한 최초의 코냑 브랜드였다. 2009년, 쿠르부아지에는 역사상 가장 많은 수익을 올린 영화인 아바타 상영에 앞서 TV와 극장에서 "또 다른 차원의 코냑"이라는 제목의 3D 광고를 공개한 최초의 주류 브랜드였다. "믹서빌리티" 프로모션의 일환으로 소비자들이 쿠르부아지에를 칵테일 재료로 사용하는 방법을 가르치는 특별 iPod 앱이 만들어졌다.
2009년 쿠르부아지에는 봄파스 & 파르와 협력하여 "건축학적 펀치볼"을 만들었다. 이 펀치볼은 몰입형 브랜드 경험을 위한 것으로, 4,000리터의 쿠르부아지에 함유 펀치로 채워진 구조물에서 칵테일이 제공되었다. 이 행사는 1694년에 펀치볼을 노 젓는 소년이 서빙해야 할 정도로 큰 펀치볼을 만들었던 에드워드 러셀 제독에게 경의를 표하는 것이었다.
1988년, 유명한 아르 데코 디자이너 에르테는 자신의 출생 연도인 1892년으로 거슬러 올라가는 그랑드 샹파뉴 코냑이 담긴 한정판 쿠르부아지에 병을 디자인하도록 의뢰받았다. 7개의 독특한 디자인은 에르테의 독특한 디자인으로 해석된 코냑 증류 과정의 다양한 단계를 나타냈다.
쿠르부아지에의 다음 패션 파트너십은 2005년 영국 디자이너 비비안 웨스트우드와의 협업이었다. 하비 니콜스에서만 독점 판매된 비비안 웨스트우드가 디자인한 쿠르부아지에 XO는 단 150병만 한정판으로 출시되었다.
쿠르부아지에의 가장 오래된 병으로, 내용물이 1789년으로 거슬러 올라가는 병이 알키미 라텔리에(Alchimie L'Atelier) 행사에서 해러즈에 공개되었다. 네덜란드 수집가 베이 반 데르 번트의 금고에서 발견된 이 병은 90,000유로에 판매되었다.

## 제품
- C by Courvoisier[18]
- 쿠르부아지에 VS
- 쿠르부아지에 VSOP 파인 코냑
- 쿠르부아지에 VSOP 익스클루시프
- 쿠르부아지에 나폴레옹 파인 샴페인
- 쿠르부아지에 XO
- 쿠르부아지에 XO 로열
- 쿠르부아지에 엠퍼러
- 쿠르부아지에 이니셜 엑스트라
- 쿠르부아지에 12
- 쿠르부아지에 21
- 쿠르부아지에 프리미어 리저브
- 쿠르부아지에 미즈나라 코냑
- 레상스 드 쿠르부아지에
- 레스프리 드 쿠르부아지에
- 쿠르부아지에 석세션 JS

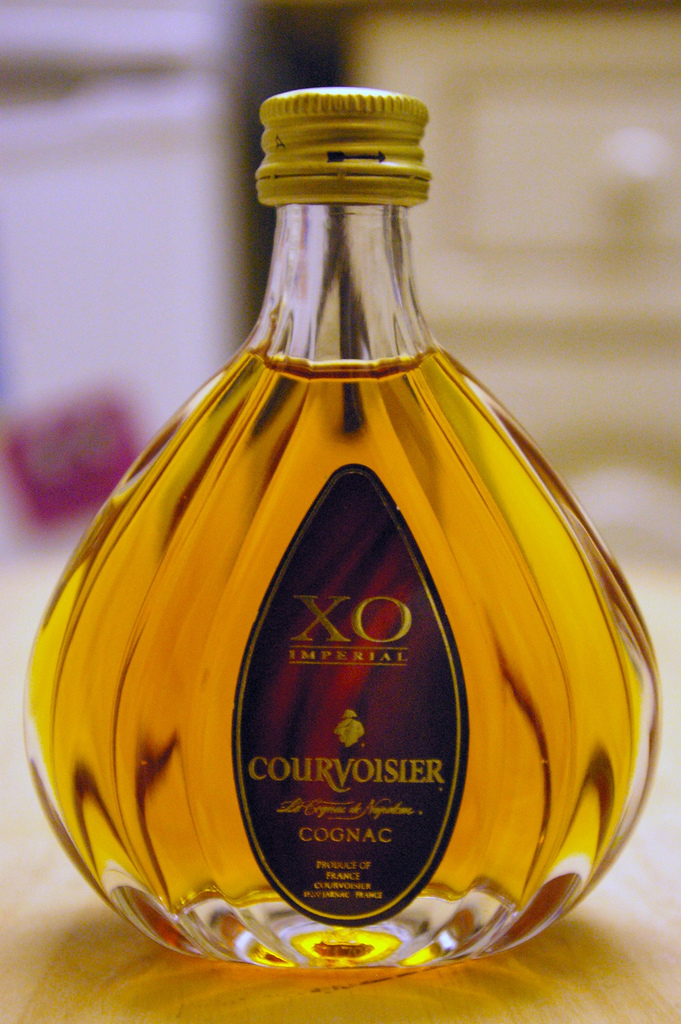
50ml 병에 담긴 쿠르부아지에 XO

- 쿠르부아지에 쿠르 임페리얼 그랑 샴페인
- 쿠르부아지에 골드 (미국 한정)
- 쿠르부아지에 로즈 (미국 한정)

## 표창
쿠르부아지에는 1984년 프랑스에서 품질 제품을 제공한 공로로 '프레스티지 드 라 프랑스'를 받았으며, 이 상을 받은 유일한 코냑 하우스이다. 주류 등급 집계 사이트 Proof66는 쿠르부아지에 21을 세계 상위 20대 브랜디/코냑 중 하나로 선정했다.